# Александр Ошевенский
Алекса́ндр Ошеве́нский (в миру Алексей Никифорович Ошевень; 17 марта 1427 — 20 апреля 1479) — русский христианский подвижник, преподобный, основатель и первый игумен Ошевенского монастыря (Архангельская область).
Дни памяти — 20 апреля (3 мая), в Соборе Карельских святых и в Соборе Новгородских святых.

## Биография

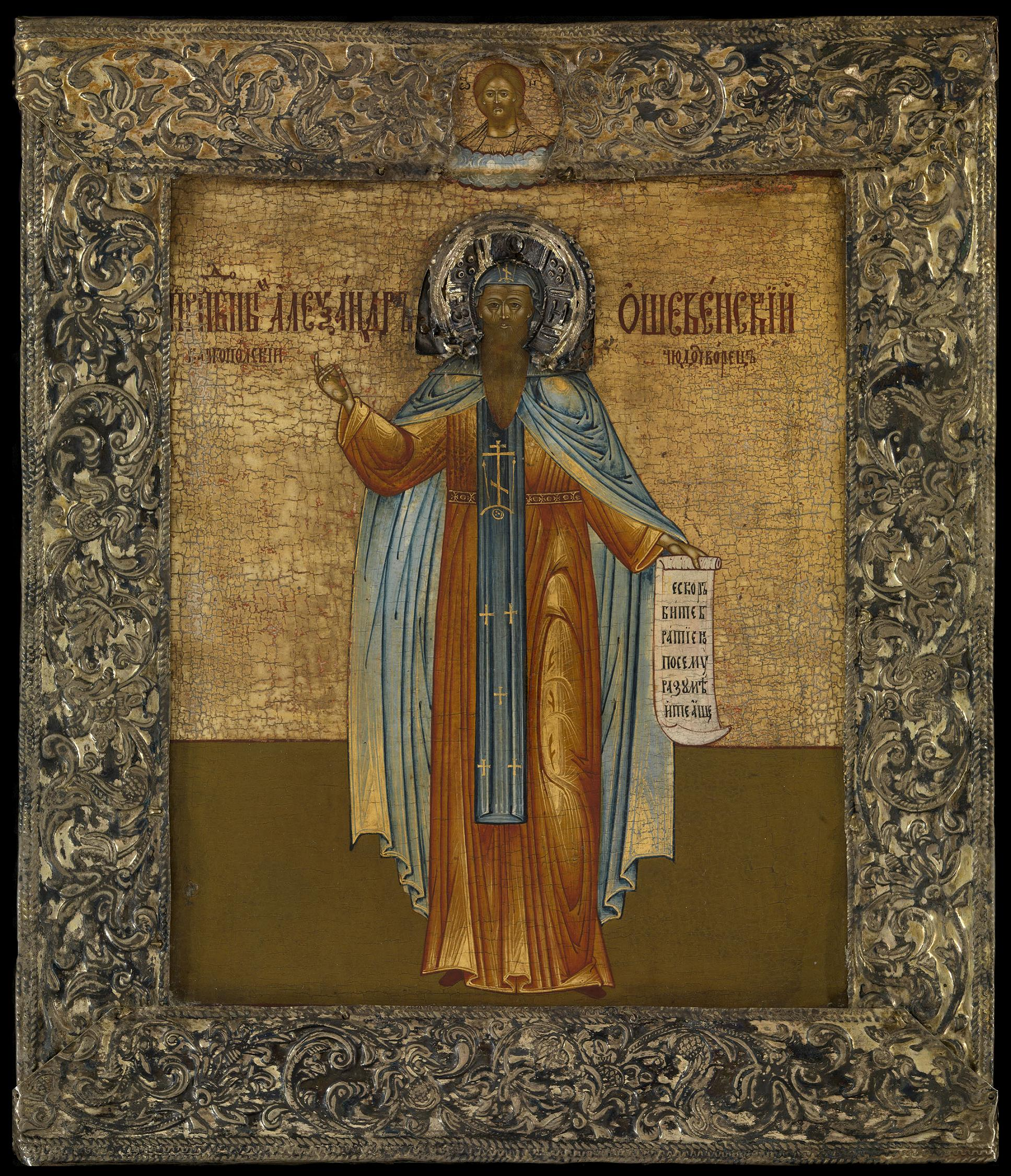

Родился в семье зажиточного крестьянина Никифора Ошевня. При рождении был наречён Алексеем. В 19 лет принял монашеский постриг в Кирилло-Белозерском монастыре с именем Александр. После переселения отца на север, где тот основал слободу, получил благословение на создание нового монастыря. Сначала был водружён крест, затем построен храм святого Николая и обитель при нём, вокруг которой собралась братия. Александр симпатизировал исихазму: в общине практиковалось священнобезмолвие и Иисусова молитва. Александр пережил тяжёлый семейный конфликт с родным братом Амвросием, который противился пострижению в монахи своих сыновей. В результате этого разлада Александр тяжко заболел, но был чудесно исцелён во сне явлением святого Кирилла Белозерского.
После смерти было составлено житие Александра и написаны иконы. Преподобный Александр Ошевенский был среднего роста, с сухим лицом и впалыми щеками, с небольшой и не густой бородой, с проседью в русых волосах.